# 町年寄
町年寄（日语：／）是日本江户时代负责管理城镇行政的町役人中的地位最高者。不同地区，其名称有所不同，在江户、长崎、京都、甲府、福井、鸟取、敦贺、小滨、尾道、酒田等地称为“町年寄”，而在大坂、冈山、高知、堺、今井、平野、鹿儿岛称为“惣年寄（总年寄）”，在名古屋称为“惣町代”，在姬路、和歌山、松江、松坂称为“町大年寄”，在冈崎称为“惣町年寄头”，在青森称为“町头”，在新潟则称为“检断”。其选任方式有世袭制和选举制两种。